# Straße der deutschen Sprache
Die Straße der deutschen Sprache ist eine rund 1300 km lange Route in Sachsen, Sachsen-Anhalt, Thüringen und Nordbayern. Sie führt durch Orte, die besonders wichtig für die deutsche Sprache sind und waren, und informiert an 26 Stationen über die Geschichte der deutschen Sprache. Sie wird von der Arbeitsgemeinschaft „Straße der deutschen Sprache“ des Vereins Neue Fruchtbringende Gesellschaft betrieben.

## Geschichte
2007 richtete der Verein Neue Fruchtbringende Gesellschaft zur 390-Jahr-Feier das „Haus der deutschen Sprache“ in Köthen (Anhalt) ein. 2011 wurde die Straße der deutschen Sprache eröffnet. Sie konnte 23 weitere Partner gewinnen. Im April 2013 wurde in Köthen die Dauerausstellung „Erlebniswelt Deutsche Sprache“ im Schloss Köthen eingerichtet.

## Verlauf
Die Stationen sind an bedeutsamen Orten für die deutsche Sprache. Sie verläuft als Ring um Leipzig, Magdeburg, Dresden und Nürnberg.
| Nr. | Ort                            | Gebäude                                                                                   | Bild | Angebot                                                      | Bedeutsame/s Person/Objekt                       |
| --- | ------------------------------ | ----------------------------------------------------------------------------------------- | ---- | ------------------------------------------------------------ | ------------------------------------------------ |
| 1   | Köthen (Anhalt)                | Schloss Köthen                                                                            |      | Erlebniswelt Deutsche Sprache                                |                                                  |
| 2   | Reppichau                      | Informationszentrum Eike von Repgow                                                       |      | Kunstprojekt Sachsenspiegel                                  | Eike von Repgow                                  |
| 3   | Dessau-Roßlau                  | Historisches Schulgebäude                                                                 |      | Wissenschaftliche Bibliothek der Anhaltischen Landesbücherei | Joachim Heinrich Campe                           |
| 4   | Lutherstadt Wittenberg         | Lutherhaus, Wohnhaus von Philipp Melanchthon u.w.                                         |      | Panorama Luther 1517                                         | Martin Luther, Philipp Melanchthon               |
| 5   | Gräfenhainichen                | Paul-Gerhardt-Kapelle                                                                     |      | Paul-Gerhardt-Dauerausstellung                               | Paul Gerhardt                                    |
| 6   | Buchdorf Mühlbeck-Friedersdorf |                                                                                           |      | Antiquariate, Autorenlesungen                                |                                                  |
| 7   | Grimma                         | Göschenhaus Grimma                                                                        |      |                                                              | Georg Joachim Göschen                            |
| 8   | Meißen                         |                                                                                           |      | Meißner Kanzleisprache                                       |                                                  |
| 9   | Kamenz                         | Lessing-Museum                                                                            |      | Dauerausstellung                                             | Gotthold Ephraim Lessing                         |
| 10  | Reichenbach im Vogtland        | Neuberin-Museum                                                                           |      |                                                              | Friedericke Caroline Neuberin                    |
| 11  | Schleiz                        | Rutheneum                                                                                 |      | Konrad-Duden-Ausstellung                                     | Konrad Duden                                     |
| 12  | Schwarzenbach an der Saale     | Erika-Fuchs-Haus                                                                          |      | Museum für Comic und Sprachkunst                             | Erika Fuchs, Jean Paul                           |
| 13  | Sulzbach-Rosenberg             | Druckereimuseum Sulzbach                                                                  |      |                                                              |                                                  |
| 14  | Schweinfurt                    | Rückert-Denkmal                                                                           |      |                                                              | Friedrich Rückert                                |
| 15  | Ebern                          |                                                                                           |      |                                                              | Friedrich Rückert                                |
| 16  | Stadtlauringen                 | Friedrich-Rückert-Poetikum                                                                |      | Ausstellung zu Friedrich Rückert                             | Friedrich Rückert                                |
| 17  | Gotha                          | Schloss Friedenstein                                                                      |      | Museen im Schloss Friedenstein, Bibliothek                   | Friedrich Myconius, Andreas Reyher, Conrad Ekhof |
| 18  | Weimar                         | Goethe-Schiller-Denkmal                                                                   |      | Goethe- und Schiller-Archiv                                  | Johann Wolfgang von Goethe, Friedrich Schiller   |
| 19  | Löbitz                         |                                                                                           |      |                                                              | Eugen Dierderichs                                |
| 20  | Meineweh                       |                                                                                           |      |                                                              | Christian Fürchtegott Gellert                    |
| 21  | Weißenfels an der Saale        | Novalis-Gedenkstätte, Schloss Neu-Augustusburg, Heinrich-Schütz-Haus, Gustav-Adolf-Museum |      | Ausstellungen, Lesungen, Konzerte                            | Friedrich von Hardenberg, Heinrich Schütz        |
| 22  | Merseburg                      | Merseburger Dom                                                                           |      |                                                              | Merseburger Zaubersprüche                        |
| 23  | Bad Lauchstädt                 | Goethe-Theater, historische Kuranlagen                                                    |      | Führungen                                                    | Johann Wolfgang von Goethe                       |
| 24  | Allstedt                       | Burg Allstedt                                                                             |      | Museum                                                       | Thomas Müntzer                                   |
| 25  | Lutherstadt Eisleben           | Geburts- und Sterbehaus Luthers                                                           |      |                                                              | Martin Luther                                    |
| 26  | Mansfeld                       |                                                                                           |      | Bürger-Museum                                                | Gottfried August Bürger                          |